# Poshaiyangkyo
Poshaiyangkyo var en kulturbringare i mytologin hos de nordamerikanska Puebloindianerna.
Poshaiyangkyo var den förste som reste sig upp ur jorden och den som beredde vägen för alla andra människors liv i vår nuvarande värld.